# Siegfried Becker
Siegfried Becker (geboren 1958 in Mornshausen) ist ein deutscher Volkskundler, Märchenforscher und Professor an der Philipps-Universität Marburg.

## Leben und Wirken
Becker studierte Volkskunde, Geschichte und Geographie an der Universität Marburg. Im Jahr 1986 promovierte er mit einer Dissertation zum Thema: Arbeit und Gerät als Zeichensetzung bäuerlicher Familienstrukturen: zur Stellung der Kinder im Sozialgefüge landwirtschaftlicher Betriebe des hessischen Hinterlandes zu Beginn des 20. Jahrhunderts. Seit 1989 ist er Wissenschaftlicher Mitarbeiter am Institut für Empirische Kulturwissenschaft an der Universität Marburg. 2000 habilitierte er sich ebendort.
Er forscht und lehrt zu Themen der Regionalgeschichte Hessens, zu ländlichen Sozielgruppen, Natur und Kultur und Sachkultur. Einen Schwerpunkt bildet die Märchen- und Sagenforschung, insbesondere auch die Brüder-Grimm-Forschung. Er ist Mitglied des Kuratoriums der Märchen-Stiftung Walter-Kahn.

## Veröffentlichungen (Auswahl)
- Quellen und Materialien zur Kulturgeschichte des Alltags: ein Bericht zu Archivbeständen und Fachgeschichte der hessischen Volkskunde in Gießen und Marburg. online
- Hrsg. mit Sonja Windmüller: Umweltforschung. (Hessische Blätter für Volks- und Kulturforschung 52) Marburg 2019.
- Hrsg. mit Marita Metz-Becker: Marburger Alltagsleben im 19. Jahrhundert. Marburg 2015.
- mit Ingeborg Weber-Kellermann und Andreas C. Bimmer: Einführung in die Volkskunde/Europäische Ethnologie. Eine Wissenschaftsgeschichte. 3., vollständig überarbeitete und aktualisierte Auflage. Stuttgart 2003, 220 S. Übersetzt ins Japanische durch Shin Kono, Kyoto 2011.
- Dienstherrschaft und Gesinde in Kurhessen. Das Tagebuch des Johann Heinrich Stingel zu Niederwalgern als Quelle zur Geschichte der Lebens- und Arbeitswelt unterbäuerlicher Schichten im 19. Jahrhundert. (Hessische Forschungen zur geschichtlichen Landes- und Volkskunde 22). Kassel 1991.
- Arbeit und Gerät als Zeichensetzung bäuerlicher Familienstrukturen. Zur Stellung der Kinder im Sozialgefüge landwirtschaftlicher Betriebe des Hessischen Hinterlandes zu Beginn des 20. Jahrhunderts. (Dissertation) Marburg 1985.

## Auszeichnungen
- 2024 Wildweibchenpreis